# Mallträsket
Mallträsket är en sjö i Åsele kommun i Lappland och ingår i Lögdeälvens huvudavrinningsområde. Sjön har en area på 0,234 kvadratkilometer och ligger 442 meter över havet. Sjön avvattnas av vattendraget Mallträskbäcken.

## Delavrinningsområde
Mallträsket ingår i det delavrinningsområde (714010-160420) som SMHI kallar för Utloppet av Mallträsket. Medelhöjden är 459 meter över havet och ytan är 3,28 kvadratkilometer. Det finns inga avrinningsområden uppströms utan avrinningsområdet är högsta punkten. Mallträskbäcken som avvattnar avrinningsområdet har biflödesordning 2, vilket innebär att vattnet flödar genom totalt 2 vattendrag innan det når havet efter 148 kilometer. Avrinningsområdet består mestadels av skog (74 procent) och sankmarker (13 procent). Avrinningsområdet har 0,23 kvadratkilometer vattenytor vilket ger det en sjöprocent på 7 procent.